# Schwarzhalskranich
Der Schwarzhalskranich (Grus nigricollis) ist ein Vogel aus der Familie der Kraniche (Gruidae), der in Asien vorkommt.

## Beschreibung
Der 120 cm lange Schwarzhalskranich ist ein großer weiß-grauer Vogel mit schwarzem Kopf und Oberhals. Der Kopf besitzt einen weißen Hinteraugenfleck und roten Scheitelfleck. Die Armschwingen und Handschwingen sind schwarz gefärbt. Die Iris  ist gelb. Die Flügelspannweite beträgt 180 bis 200 cm. Das Gesamtgewicht liegt zwischen 5 und 7 Kilogramm.

## Vorkommen
Dieser Kranich brütet vor allem im Hochland von Tibet, aber auch in Ladakh in Indien. Er überwintert in tieferen Gebieten in China und Bhutan. Die Brutgebiete liegen zwischen 2600 und 4800 Metern und die Überwinterungsgebiete zwischen 2000 und 3800 Metern.
Die Überwinterungsgebiete teilen sich im Wesentlichen in drei Populationen auf:
1. Östliche Population (Nordosten Yunnans und Nordwesten Guizhous): Ca. 4300 Kraniche[3]
2. Zentrale Population (Nordwesten Yunnans)
3. Westliche Population (Süden bis Zentrum Tibets und Bhutan): Ca. 8700 Kraniche. Das bedeutendste Überwinterungsgebiet in Bhutan ist das Phobjikha-Tal, wo die Kraniche von Ende Oktober bis März bleiben. Darüber hinaus überwintern sie in Bhutan in Bumdeling, Khotokha und Bumthang.

Der Bestand wird auf 10.000 bis 10.200 Tiere geschätzt. In Indien, China und Bhutan ist die Art gesetzlich geschützt. Die IUCN stuft die Art als potentiell gefährdet ein.

## Lebensweise
Der Schwarzhalskranich ernährt sich von Wurzeln, Knollen, Fischen, Fröschen, kleinen Nagetieren, Garnelen, Schnecken, Würmern und Insekten.
Die Brutzeit ist zwischen Anfang Mai und Mitte Juni. Die Gelege bestehen meist aus zwei Eiern, die eine cremefarben Grundfarbe mit olivbraunen Flecken haben. Die Brutdauer liegt bei 31 bis 33 Tagen. Die Nestlinge werden nach etwa drei Monaten flügge. Ein ungewöhnlicher Fall ist aus Ladakh im Norden Indiens bekannt, bei dem ein Paar Schwarzhalskraniche zwei Streifengänse zusammen mit einem eigenen Küken ausbrüteten und aufzogen, nachdem sie die Gänseltern aus ihrem Nest verscheucht hatten.

## Taxonomie
Die Art wurde 1876 von Nikolai Michailowitsch Prschewalski erstbeschrieben. Es werden keine Unterarten unterschieden. Die am nächsten verwandte Art ist der Mönchskranich (Grus monacha).

## Schwarzhalskranich und Mensch

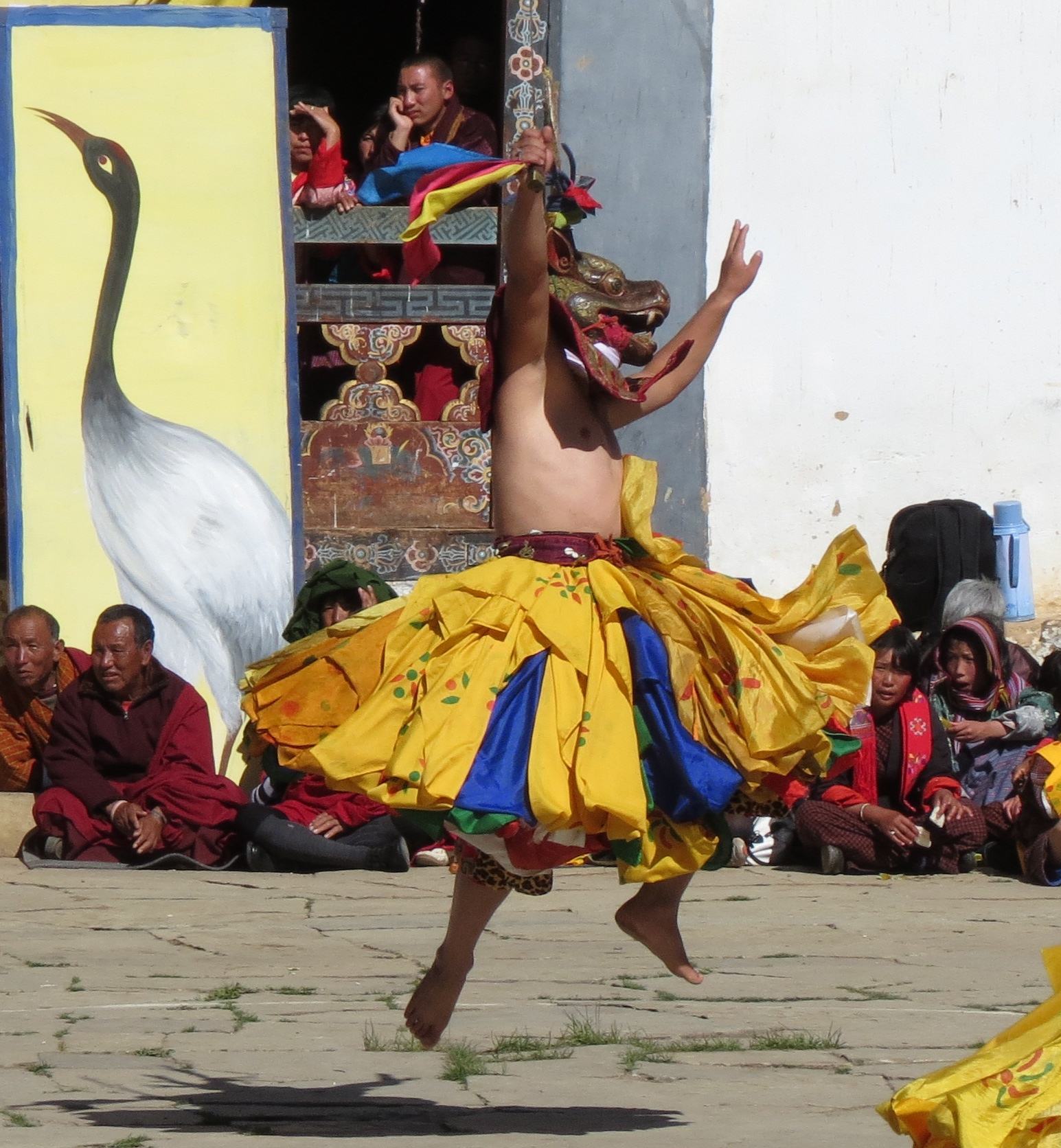
Tänzer beim alljährlichen Kranich-Fest

Die Kraniche gelten in Bhutan als „Vögel des Glücks“ und werden Himmelsvögel genannt, nach dem Glauben, dass sie die Seelen der Verstorbenen auf dem Rücken zum Himmel tragen. Im Phobjikha-Tal wird jedes Jahr am 11. November ein Kranich-Fest abgehalten.

## Dokumentationen
- Erlebnis Erde: Himmelsvögel – Die Kraniche von Bhutan von Christian Herrmann und Udo Zimmermann (45 min.)